# غردغة غل
غردغة غل هي قرية في مقاطعة أشنوية، إيران. يقدر عدد سكانها بـ 342 نسمة بحسب إحصاء 2016.